# 6029 Edithrand
6029 Edithrand eller 1948 AG är en asteroid i huvudbältet som upptäcktes den 14 januari 1948 av den amerikanska astronomen Edith Wirtanen vid Lick Observatory. Den är uppkalad efter sin upptäckare.
Asteroiden har en diameter på ungefär 2 kilometer och den tillhör asteroidgruppen Hungaria.